# Todd Robinson (scénariste)
Pour les articles homonymes, voir Todd Robinson.
Todd Robinson est un producteur, réalisateur et scénariste américain.

## Biographie
Todd Robinson étudie à l'université Adelphi.

## Filmographie

### Comme producteur
- 1988 : America's Most Wanted (série télévisée)
- 1994 : The Legend of Billy the Kid (TV)
- 1995 : The Four Diamonds(TV)
- 1996 : Lame de fond (White Squall)
- 2001 : Go Tigers!
- 2002 : Astronauts (TV)

### Comme réalisateur
- 1988 : America's Most Wanted (série télévisée)
- 1992 : Angel Fire
- 1994 : The Legend of Billy the Kid (TV)
- 1996 : Wild Bill: Hollywood Maverick
- 2000 : Amargosa
- 2000 : Stand and Be Counted (TV)
- 2006 : Cœurs perdus (Lonely Hearts)
- 2013 : Phantom
- 2018 : The Last Full Measure

### Comme scénariste
- 1989 : L'Équipée du Poney Express (The Young Riders) (série télévisée)
- 1990 : The Outsiders (série télévisée)
- 1992 : Angel Fire
- 1994 : The Legend of Billy the Kid (TV)
- 1995 : The Four Diamonds(TV)
- 1996 : Wild Bill: Hollywood Maverick
- 1996 : Lame de fond (White Squall)
- 1999 : Clubland (en)
- 2000 : Amargosa
- 2000 : La Sirène (Mermaid) (TV)
- 2001 : New York, unité spéciale (Law & Order: Special Victims Unit) (série télévisée)
- 2002 : Astronauts (TV)
- 2006 : Cœurs perdus (Lonely Hearts)